# Назаров, Константин Васильевич (тяжелоатлет)
Константин Васильевич Назаров (20 декабря 1905, Никитино, Спасский уезд, Рязанская губерния, Российская империя — 13 февраля 1996, Москва, Россия) — выдающийся советский тяжелоатлет. Заслуженный мастер спорта СССР (тяжёлая атлетика). Установил 4 рекорда СССР (все в рывке).
Назаров Константин был чемпионом такого соревнования как III Летняя Рабочая Олимпиада.

## Биография
Участвовал в соревнованиях:
- Чемпионат СССР по тяжёлой атлетике 1933
- Чемпионат СССР по тяжёлой атлетике 1934
- Чемпионат СССР по тяжёлой атлетике 1935
- Чемпионат СССР по тяжёлой атлетике 1936
- Чемпионат СССР по тяжёлой атлетике 1938
- Чемпионат СССР по тяжёлой атлетике 1943
- Чемпионат СССР по тяжёлой атлетике 1946